# Glabušovce
Glabušovce és un poble i municipi d'Eslovàquia. Es troba a la regió de Banská Bystrica.

## Història
La primera menció escrita de la vila es remunta al 1297.

## Demografia
| Godina             | 1994 | 2004   | 2014   | 2024  |
| ------------------ | ---- | ------ | ------ | ----- |
| Nombre de persones | 126  | 115    | 125    | 121   |
| Diferència         |      | −8,73% | +8,69% | −3,2% |

| Godina             | 2023 | 2024   |
| ------------------ | ---- | ------ |
| Nombre de persones | 117  | 121    |
| Diferència         |      | +3,41% |